# جون إم. تشو
جون إم. تشو (بالإنجليزية: Jon M. Chu)‏ هو منتج أفلام وكاتب سيناريو ومخرج أمريكي، ولد في 2 نوفمبر 1979 في بالو ألتو في الولايات المتحدة.

## وصلات خارجية
- جون إم. تشو على موقع IMDb (الإنجليزية)
- جون إم. تشو على موقع روتن توميتوز (الإنجليزية)
- جون إم. تشو على موقع ألو سيني (الفرنسية)
- جون إم. تشو على موقع ميوزك برينز (الإنجليزية)
- جون إم. تشو على موقع أول موفي (الإنجليزية)
- جون إم. تشو على موقع بوكس أوفيس موجو (الإنجليزية)
- جون إم. تشو على موقع قاعدة بيانات الأفلام السويدية (السويدية)
- جون إم. تشو على موقع قاعدة بيانات الفيلم (الإنجليزية)
- جون إم. تشو على موقع كينوبويسك (الروسية)